# Hans von Aphelen
Hans von Aphelen, född 27 oktober 1719 i Nærøy kommun, död 31 juli 1779, var en norsk lexikograf.
von Aphelen utnämndes till professor vid Köpenhamns universitet 1759. Vid sin död var han justitieråd.
Han var först i Danmark med att utgiva tvåspråkiga ordböcker utarbetade efter moderna principer. Hans dansk-franska/fransk-danska respektive tysk-danska/dansk-tyska ordböcker ansågs länge vara de bästa i Norge och Danmark. Han var särskilt intresserad av att hitta eller uppfinna nya ord för att ersätta lånord; bland annat orden særsyn och formål myntades av honom.